# Festival (gastronomia)
Il festival è una sorta di gnocco fritto tipico della cucina giamaicana, dove, nonostante sia di sapore leggermente dolce, viene servito come contorno di piatti salati quali pesce fritto, escovitch fish, jerk chicken o ackee and saltfish.

## Descrizione
Si tratta di un impasto fatto con farina di grano tenero, farina di mais, lievito istantaneo, sale, zucchero di canna e acqua, poi fritto in olio e servito caldo.